# Steve Meakin
Stephen oder Steve Meakin (* 19. Juli 1961) ist ein englischer Snookerspieler aus Blackpool. Von 1987 bis 1997 spielte er 10 Jahre auf der Profitour.

## Karriere
Bereits mit 22 Jahren gehörte Steve Meakin zu den besten englischen Amateuren. 1983 stand er bei der englischen Meisterschaft im Finale der Nordgruppe, das er gegen John Parrott mit 4:8 verlor. Ab 1984 nahm er an der Qualifikation für die Profitour teil, 1985 stand er bei einem der Qualifikationsturniere im Halbfinale, aber erst 1987 wurde er Profi. In der Saison 1987/88 gewann er beim Grand Prix gegen Mario Morra sein erstes Profimatch. Bei 7 Turnieren trat er an und viermal erreichte er Runde 2. Damit gehörte er schon zu den Top 128 der Weltrangliste. In seinem zweiten Jahr erreichte er beim International Open erstmals die dritte Runde, nachdem er mit Marcel Gauvreau einen Top-64-Spieler besiegt hatte. Bei der Weltmeisterschaft unterlag er in Runde 2 Paddy Browne knapp mit 9:10. Höhepunkt der Saison war für ihn aber ein Profiturnier in Leeds ohne Weltranglistenpunkte. Gegen weitere Top-64-Spieler wie Mick Fisher und Les Dodd erreichte er das Finale, das er gegen David Taylor mit 1:9 verlor. 1989/90 erreichte er zweimal die Runde der Letzten 64, beim Grand Prix und bei der UK Championship. Viermal stand er in Runde 2. Nigel Gilbert und Kirk Stevens gehörten zu den Spielern, die er in dieser Saison schlug. In der Weltrangliste stieg er bis auf Platz 101.
In der Saison 1990/91 erreichte er auch bei der Weltmeisterschaft die dritte Runde, allerdings aufgrund eines Freiloses. Sonst gewann er bei den Ranglistenturnieren nur noch eine Partie. 1991 wurde die Profitour für Amateure geöffnet und er musste eine zusätzliche Qualifikationsrunde spielen. Zwar kam er dreimal unter die Letzten 96, fünfmal verlor er aber auch das Auftaktspiel. Damit fiel er bis auf Platz 151 zurück und musste eine weitere Runde früher beginnen. Trotzdem erreichte er in der Folgesaison zweimal die Letzten 96 und bei der Strachan Challenge kam er im zweiten Turnier unter die Letzten 64. Allerdings gab es für die Turnierserie weniger Ranglistenpunkte. Saison 1993/94 kam er bei dem Turnier sogar unter die Letzten 32, ebenso bei der Benson & Hedges Championship, beides waren aber diesmal keine Ranglistenturniere. Das war aber das Dubai Classic, wo er die Runde der Letzten 48 erreichte. Mit Silvino Francisco schlug er die Nummer 33 der Weltrangliste. Bei den International Open kam er unter die Letzten 64. In der Weltrangliste brachte ihn das noch einmal unter die Top 128. Aber im Jahr darauf fiel er lange aus, er spielte nur noch drei Turniere und gewann eine Partie, wodurch er wieder weit zurückfiel. Auch zwei Erfolge 1995/96, als er bei der UK Championship mit einem Sieg über Nigel Gilbert und den British Open die Runde der Letzten 64 erreichte, brachte ihn nicht mehr nach oben. Nach einer weiteren enttäuschenden Saison mit 6 Auftaktniederlagen und nur einem Vorstoß unter die Letzten 96 fiel er 1997 auf Platz 164 zurück.
Nach der Saison wurde das Spielerfeld geteilt und er verpasste die Qualifikation für die Main Tour. Bei vier Qualifikationsturnieren kam er nicht über das Halbfinale hinaus. Deshalb musste er in die UK Tour, gewann dort aber auch nur 2 Spiele in 5 Turnieren. Danach wurde er zwar weiter in der Weltrangliste geführt, er spielte aber nur noch die für Amateure offene Weltmeisterschaft und die Benson & Hedges Championship. Ab 2001 versuchte er noch einmal die Rückkehr in den Profisnooker über die Challenge Tour, aber mit mäßigem Erfolg. 2002 erreichte er bei einem Turnier das Viertelfinale, beendete aber nach der Saison seine Profikarriere. Ab 2011 spielte er noch einige Male bei der World Seniors Championship, kam aber nie über die Qualifikationsrunden hinaus.

## Erfolge
Ranglistenturniere:
- Runde der Letzten 48: Dubai Classic (1993)

Andere Profiturniere:
- Finale: WPBSA Non-Ranking (1988 – Event 3)
- Runde der Letzten 32: Benson & Hedges Championship (1993), Strachan Challenge (1994 – Event 2)